# Otto IV. von Maissau

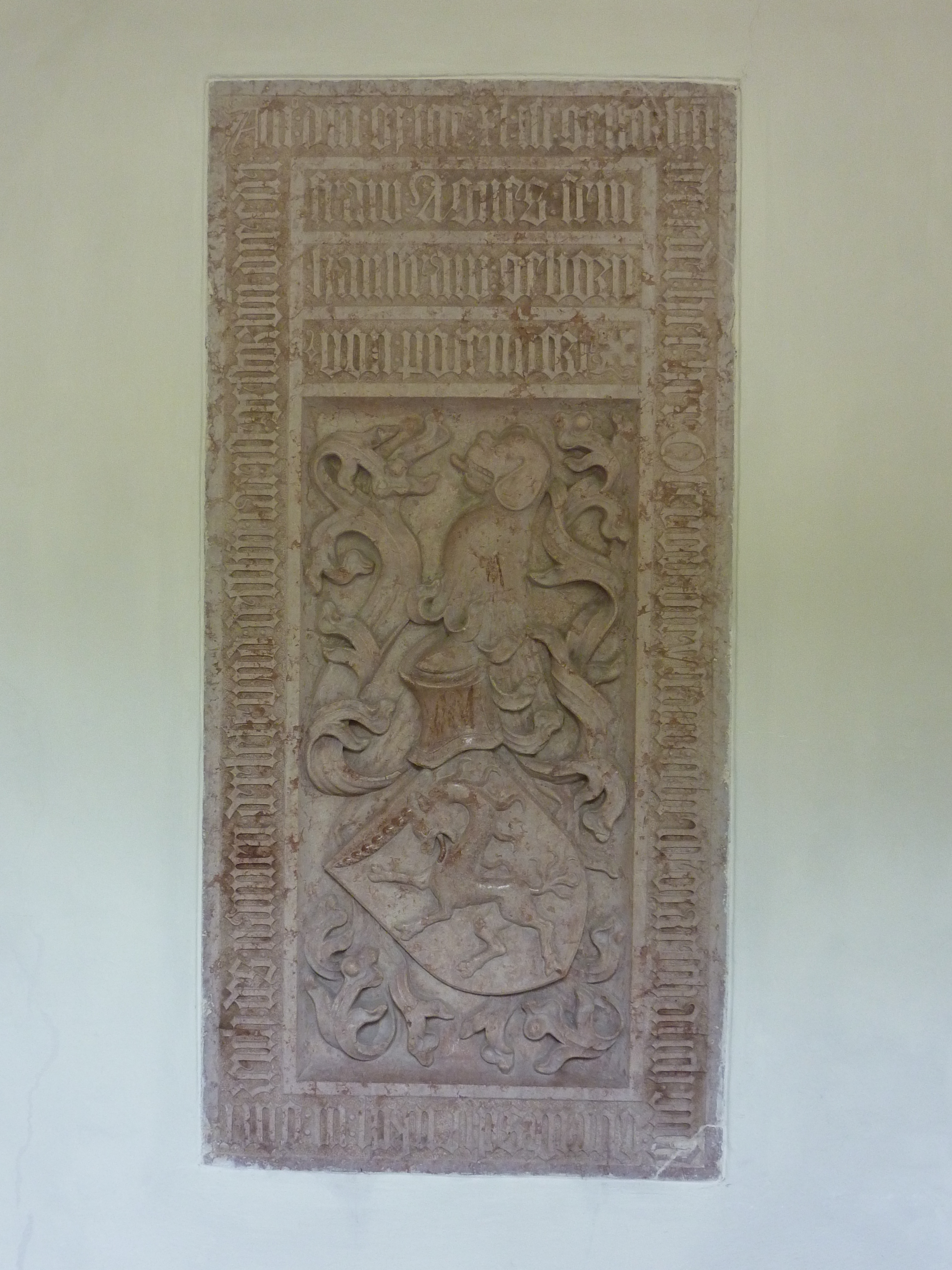
Grabdenkmal für Otto IV. von Maissau und Agnes von Pottendorf im Kreuzgang der Kartause Aggsbach

Otto IV. von Maissau († 7. März 1440) war der letzte männliche Angehörige des österreichischen Ministerialengeschlechtes der Maissauer, womit das Geschlecht in männlicher Linie als ausgestorben gilt.
Seit dem 12. Jahrhundert sind die Herren von Maissau in Niederösterreich nachweisbar. Im Spätmittelalter gehörten sie zu den  mächtigsten, reichsten und angesehensten Adelsfamilien des Landes und sie hatten die Ämter des Erbmarschalls, Erbschenken und Schenken inne.

## Leben

### Aufstieg
Otto vereinigte nach dem Tod seines Bruders Ulrich im Jahre 1406 alle Ämter und Besitzungen in seiner Hand. Als Hofmeister von Herzog Wilhelm stand er nach dessen Tod in den Auseinandersetzungen zwischen den Herzögen Ernst und Leopold um die Vormundschaft des minderjährigen Herzogs Albrecht V. auf der Seite von Ernst und vermittelte zwischen diesem und Leopold.
Als Albrecht V. nach dem plötzlichen Tod Leopolds im Jahre 1411 die Regentschaft in Österreich ob der Enns und Österreich unter der Enns antrat, hielt sich Otto von Maissau oftmals in der Umgebung des Herzogs auf. Am 28. September 1421 gehörte er einer Gesandtschaft an, die sich zu König Sigismund wegen der Heirat des Herzogs mit der Tochter des Königs, Elisabeth, begab. Albrecht engagierte sich als Schwiegersohn und Erbe König Sigismunds in den böhmisch-mährischen Angelegenheiten und Otto von Maissau zog an der Seite von Albrecht in die Hussitenkriege, nachdem dieser oberste Führung der königlichen Truppen gegen die Hussiten übernommen hatte.

### Sturz
Das Übergreifen der Hussitenkämpfe auf Niederösterreich in den 20er Jahren des 15. Jahrhunderts, bei denen die Hussiten das Wald- und Weinviertel plünderten und 1428 bis Wien vordrangen, wurde als Vorwand genommen, Otto IV. zu stürzen. Vermutlich verfolgte Otto, wie alle mächtigen Landherren vor und nach ihm, seine eigenen Interessen und wurde wegen seiner Machtfülle und seines ungeheuren Reichtums zur Gefahr für den Landesfürsten. Vor dem Hofgericht klagte ihn der Landesfürst an, er habe seine Pflichten als oberster Marschall nicht erfüllt, weil seine Schlösser bei drohenden Einfällen nicht genügend ausgerüstet gewesen seien und er mit den Feinden freundschaftlich verkehrt habe. Außerdem sei seine Schwester mit einem hohen tschechischen Herrn verheiratet. Otto wurde gefangen genommen, in Gutenstein inhaftiert und eines großen Teils seiner Güter für verlustig erklärt. Die restlichen Besitzungen musste er zu Lehen nehmen.
Nachdem Otto Urfehde geschworen und der Konfiskation der Güter zugestimmt hatte, wurde er am 23. März 1430 aus der Haft entlassen. In seinem Besitz blieben neben einem Haus in Wien unter anderem das Schloss und die Stadt Horn und die Herrschaften Allentsteig, Maissau, Pöggstall und Wildberg. Er behielt auch das oberste Marschall- und Schenkenamt.

### Alter
Von da an lebte er zurückgezogen in Pöggstall, ehe er nach dem Tod Herzog Albrechts V. im Jahre 1439 wieder an die Öffentlichkeit trat als er bei den Begräbnisfeierlichkeiten des Herzogs das Banner von Österreich trug und sich an den Verhandlungen der Stände über die künftige Regierung in Österreich beteiligte. Eine entscheidende politische Rolle spielte er aber nicht mehr.
Otto IV. von Maissau starb am 7. März 1440 und ist an der Seite seiner Ehefrau Anna von Pottendorf in der Kartause Aggsbach bestattet. Seine Besitzungen gingen an die Herren von Eckartsau, Ebersdorf und Liechtenstein über, das oberste Marschallamt wurde Reinprecht IV. von Walsee verliehen und das oberste Schenkenamt ging an Georg von Pottendorf.